# Michael Massee
Michael Groo Massee, född 1 september 1952 i Kansas City i Missouri, död 20 oktober 2016 i Los Angeles i Kalifornien, var en amerikansk skådespelare. Massee spelade rollfiguren Fun Boy i filmen The Crow mot Brandon Lee. Det var Massee som avfyrade pistolen som av en olyckshändelse dödade Lee under inspelningen av filmen. Massee tog på grund av detta en paus från skådespeleriet under ett år.

## Filmografi (urval)
- 1994 – The Crow
- 1995 – Sahara
- 1995 – Tales from the Hood
- 1995 – Seven
- 1996 – Mojave Moon
- 1996 – Arkiv X (avsnittet "The Field Where I Died")
- 1996 – En underbar dag
- 1997 – Lost Highway
- 1997 – The End of Violence
- 1997 – The Game
- 1997 – Playing God
- 1997 – Amistad
- 2001 – Corky Romano
- 2001–2002 – 24 (TV-serie) (tolv avsnitt)
- 2004 – Catwoman
- 2003–2005 – Carnivàle (TV-serie) (fem avsnitt)
- 2007 – Underdog (röst)
- 2009–2010 – Flashforward (TV-serie) (åtta avsnitt)
- 2011 – The Resident
- 2012 – The Amazing Spider-Man
- 2013 – CBGB
- 2014 – The Amazing Spider-Man 2